# 兵庫県道399号大塩別所線
兵庫県道399号大塩別所線（ひょうごけんどう399ごう おおしおべっしょせん）は、兵庫県姫路市から高砂市を経由して、姫路市に至る一般県道である。

## 概要
姫路市大塩町から高砂市を経由して、姫路市別所町佐土に至る。

### 路線データ
- 起点：姫路市大塩町（大塩駅前交差点、国道250号上）
- 終点：姫路市別所町佐土（佐土交差点、国道2号交点）
- 総延長：4.099 km

## 路線状況

### 重複区間
- 国道250号（姫路市大塩町・大塩駅前交差点（起点） - 高砂市北浜町西浜・西浜東交差点）

### 道路施設

#### 橋梁
- 西浜橋（西浜川、高砂市）
- 天川橋（天川、姫路市）

## 地理

### 通過する自治体
- 兵庫県
  - 姫路市 - 高砂市 - 姫路市

### 交差する道路
| 交差する道路           | 市町村名 | 交差する場所 | 交差する場所          |
| ---------------------- | -------- | ------------ | --------------------- |
| 国道250号 重複区間起点 | 姫路市   | 大塩町       | 大塩駅前交差点 / 起点 |
| 国道250号 重複区間終点 | 高砂市   | 北浜町西浜   | 西浜東交差点          |
| 国道2号 / 姫路バイパス | 高砂市   | 北浜町西浜   | [ 注釈 1 ]            |
| E95 播但連絡道路       | 姫路市   | 別所町佐土   | 1 大塩別所ランプ      |
| 国道2号                | 姫路市   | 別所町佐土   | 佐土交差点 / 終点     |

### 交差する鉄道
- 山陽新幹線
- 山陽本線

### 沿線
- 山陽電気鉄道本線 大塩駅
- 姫路市立大塩小学校
- 高砂市立北浜小学校